# سايري إيتو
سايري إيتو (باليابانية: 伊藤 沙莉) هي ممثلة يابانية. ولدت في 4 مايو 1994 في تشيبا، اليابان.

## أعمال

### أفلام
- آساكو I و II

### مسلسلات
- المخرج العاري

## روابط خارجية
- سايري إيتو على موقع IMDb (الإنجليزية)
- سايري إيتو على موقع ميوزك برينز (الإنجليزية)
- سايري إيتو على موقع قاعدة بيانات الفيلم (الإنجليزية)